# Trigonopeltastes barbatus
Trigonopeltastes barbatus är en skalbaggsart som beskrevs av Henry Fuller Howden och Joly 1998. Trigonopeltastes barbatus ingår i släktet Trigonopeltastes och familjen Cetoniidae. Inga underarter finns listade i Catalogue of Life.